# タッチダウン

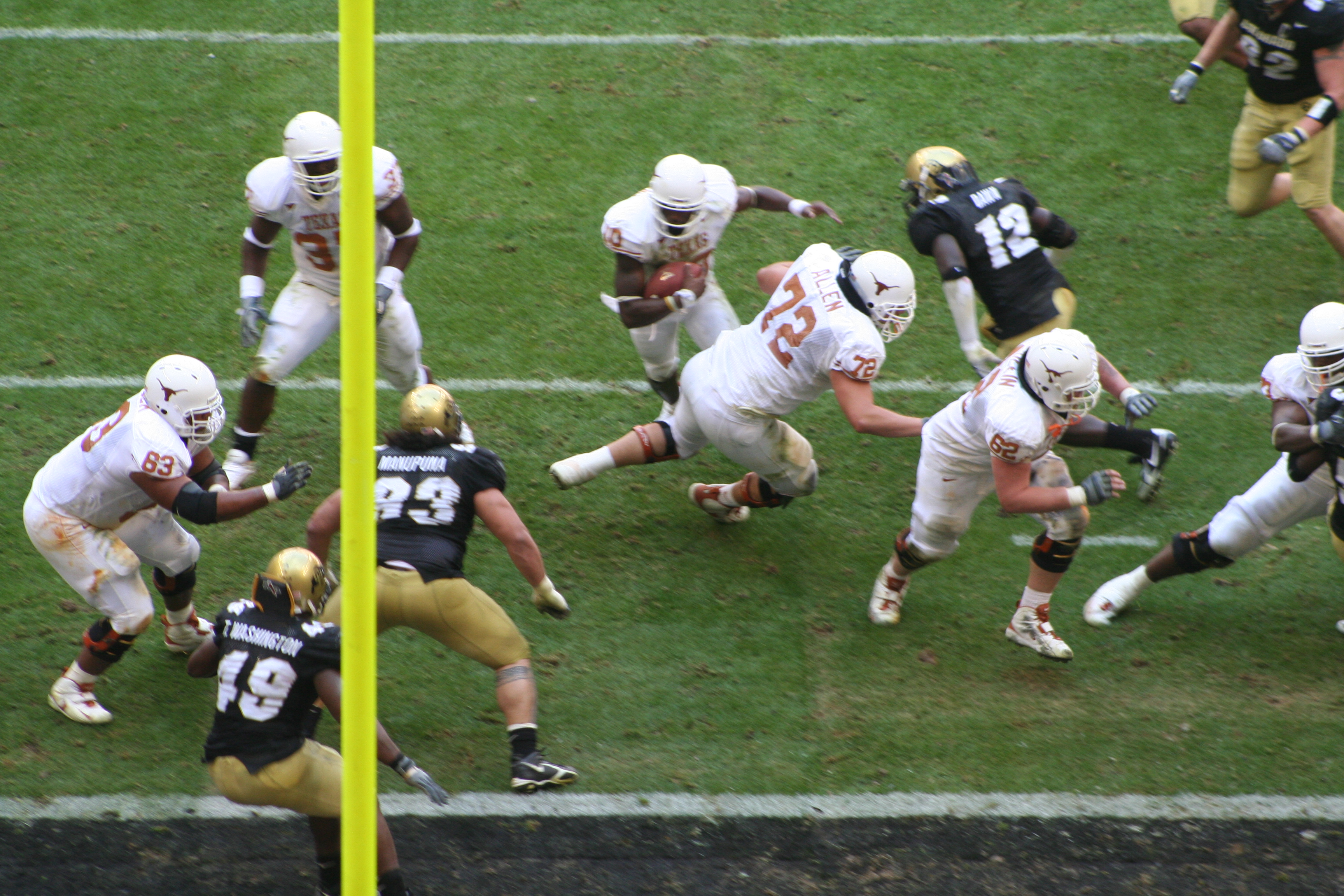
ヴィンス・ヤングのラッシングタッチダウン

タッチダウン（英: touchdown）は、アメリカンフットボールやカナディアンフットボールの得点方法の一つである。ランプレイ、パスプレイ、キックオフ、パントリターン、その他ターンオーバーのリターンで、敵陣のエンドゾーンまでボールを運ぶことを言う。

## 概説
タッチダウンを記録するには、敵陣のエンドゾーンにボールを持ち込むことが必要である。ボールを保持している選手がエンドゾーンへボールを運び込もうとしている間に、ボールのいずれかの部分がゴールラインの空中を通過した瞬間、時計が止まり、タッチダウンが記録される（エンドゾーン内でのレシーブの場合は、足（プロでは両足）が着地した瞬間）。タッチダウンの成否は、ボールの位置により判断され、プレーヤーの体の位置は、ボールデッドか否かの判定以外には影響しない。また、エンドゾーンの隅にあるパイロンにプレーヤーの保持したボールが触れた場合もタッチダウンと判定される。
タッチダウンは通常、ランプレイやパスプレイといった攻撃によって記録される。しかし、時には守備側がファンブルやインターセプトにより、攻撃権を奪い、そのまま相手チームのエンドゾーンまでリターンして、タッチダウンを奪うことがある。つまり、プレー開始時の攻撃権の有無は関係なく、ボールを持った選手がペナルティ無しで相手チームのエンドゾーンに入った時にタッチダウンが記録されることになる。攻撃側の選手が自陣エンドゾーン内でファンブルし、それを守備側の選手がリカバーした場合も、「敵陣エンドゾーン内でボールを確保した」ことになるためタッチダウンと認められる。

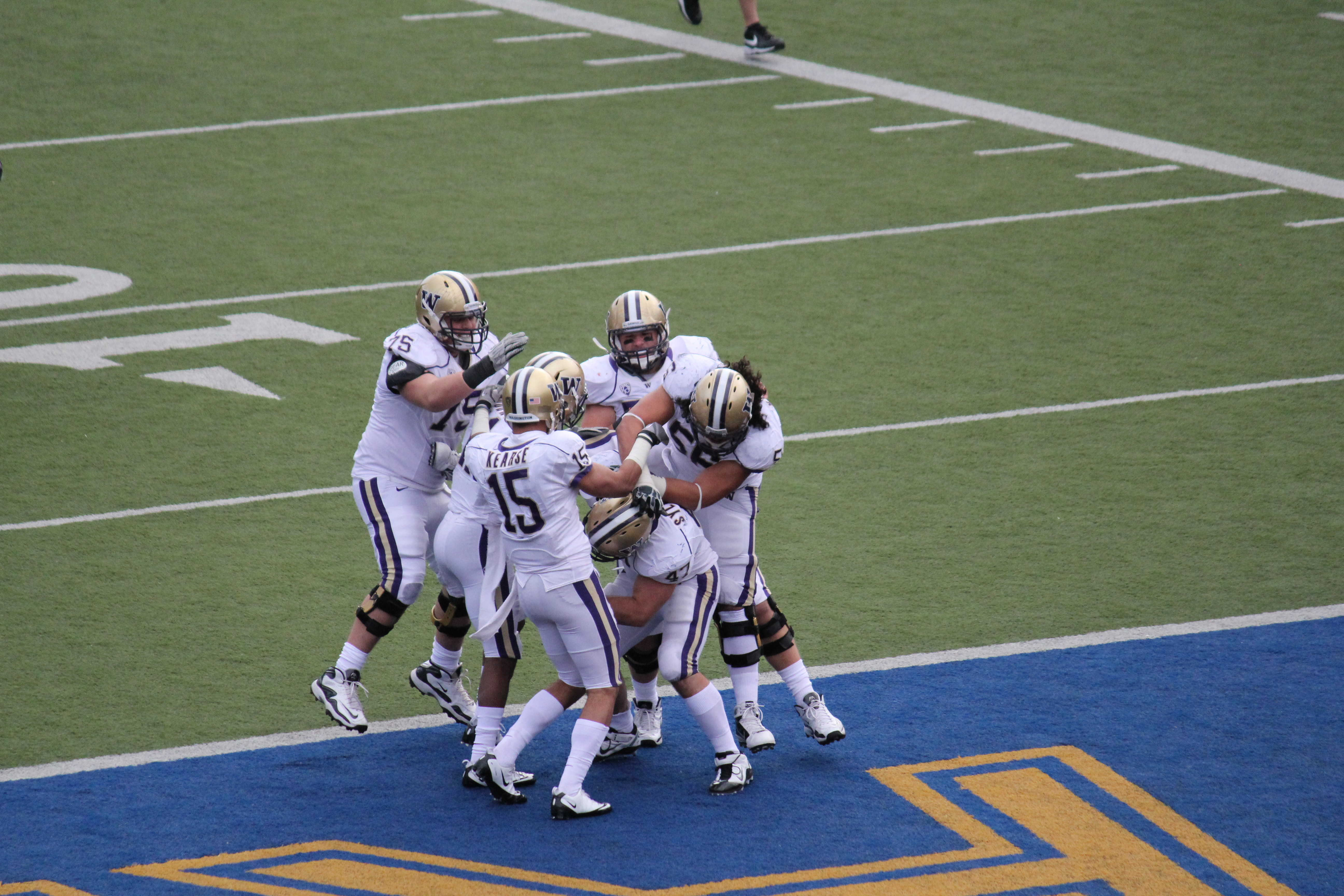
タッチダウン・セレブレーション

タッチダウンにより、6点を獲得することができる。タッチダウンで得点したチームは、追加得点を狙うプレーをエンドゾーン手前（リーグのルールによりスタート地点が異なる）から1プレー行うことができ、フィールドゴールを成功した場合は1点、通常攻撃を選択し敵陣にボールを運び込んだ場合は2点獲得することができる。この追加得点は、ポイント・アフター・タッチダウンと呼ばれる（特に通常攻撃を選択した場合は「2ポイントコンバージョン」と呼ばれる）。このプレーの後、試合時間が残っている場合は、得点したチームの相手チームへのキックにより、試合が再開される。

## 歴史
1876年のラグビーシーズン終了後、大学フットボール協会が結成された時に規定されたルールによると、タッチダウンの価値は非常に低く、タッチダウン後にドロップキックやプレイスキックでゴールを狙うか、パントアウトと呼ばれる方法により、攻撃を続けるかを選択できることに価値があった。キックを狙う場合は、現行のラグビーのトライ後のキックと同様に、タッチダウンの地点からエンドラインに垂直に引かれた線上から狙って蹴った。パントアウトを選択する場合は、タッチダウン地点から味方に向けてパントキックを蹴り、通常のプレイを続けることができたが、フェアキャッチをできる時は、フェアキャッチ地点からキックでゴールを狙うことも可能であった。当時のルールによると、「試合の勝敗は、タッチダウンの数によって決するが、キックによるゴールはタッチダウン4回分と同等」と規定されていた。
- 1881年 同点時のタイブレークで、フィールドから蹴られたキック数よりもタッチダウンから蹴られたキック数の方が優先されるようになった[2]。
- 1882年 4回のタッチダウンがフィールドから蹴られたキック1回よりも優位になり、2回のセイフティと同価値になった[2]。
- 1883年 得点制が導入されて、タッチダウンが4点、タッチダウン後のキックも4点とされた[2]。
- 1889年 ボールが接地しなくても、空中でタッチダウンが認められるようになった[2]。
- 1897年 タッチダウンが5点となり、タッチダウン後の得点が1点となった[2]。
- 1900年 ゴールライン上もしくはゴールラインの空中でボールデッドとなる場合もタッチダウンと認められるようになった[2]。
- 1912年 タッチダウンが6点となった。エンドゾーンが追加され、前方へのパスがゴールラインを超えた場合、攻撃権を喪失し、タッチバックとなるようにルールが規定された。つまり、この時点では、ボールを保持してエンドラインをまたがなければ、得点が認められず、エンドゾーンでパスキャッチといったプレーは認められなかった[2]。